# Josef Rheinberger
Josef Gabriel (von) Rheinberger (né à Vaduz le 17 mars 1839, mort à Munich le 25 décembre 1901), est un compositeur et pédagogue allemand originaire du Liechtenstein.

## Biographie
Déjà à l'âge de sept ans, il tient l'orgue dans sa ville natale. À douze ans, il entre au conservatoire de Munich, où il surpasse bientôt ses camarades d'études, en produisant de nombreuses œuvres. À dix-neuf ans, on lui confie un poste d'enseignement du piano et plus tard de l'orgue et de la composition, poste qu'il conserve presque jusqu'à la fin de sa vie.
Sans faire beaucoup de battage, il fait partie des compositeurs célèbres de son temps. Depuis 1877 maître de chapelle de la cour du roi de Bavière, Louis II, il joue un grand rôle dans la musique d'église catholique en Allemagne. Il compose en latin des messes et des motets, en suivant les préceptes des réformateurs céciliens. Comme professeur de composition, il est mondialement connu et a comme élèves notamment Engelbert Humperdinck, Ermanno Wolf-Ferrari, Wilhelm Furtwängler, Josef Pembaur et toute une génération de jeunes compositeurs américains, comme Horatio Parker, George Chadwick et Frederick Converse. Il reçoit de nombreuses distinctions : la croix de commandeur de l'ordre de la couronne de Bavière et le titre de docteur honoris causa de l'université de Munich.

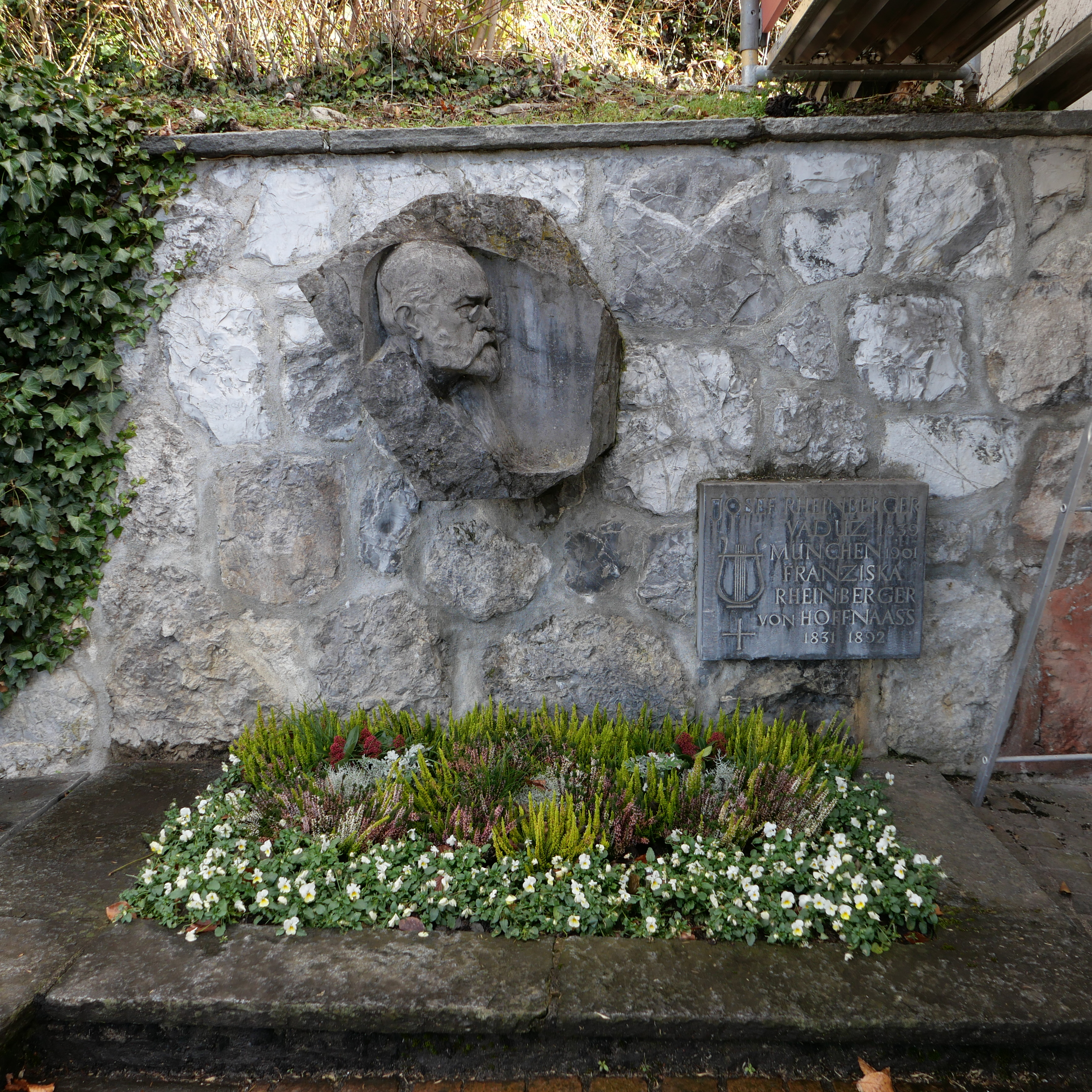
La tombe à Vaduz.

En 1867, il épouse la poétesse Franziska von Hoffnass (Fanny), qui écrit plusieurs des textes de ses œuvres vocales, en particulier la cantate de Noël L'Étoile de Bethléem.
Josef Rheinberger a été enterré au vieux cimetière du Sud de Munich. La tombe a été endommagée pendant la Seconde Guerre mondiale et a donc été déplacée en 1949 au cimetière de la paroisse Saint-Florin de sa ville natale de Vaduz[réf. souhaitée]. Les restes de Rheinberger et de son épouse y reposent dans une tombe honorifique depuis 1989. Une pierre tombale du vieux cimetière du Sud de Munich commémore Josef et Franziska Rheinberger.

## Postérité
Il fait partie des compositeurs de la seconde moitié du XIXe siècle qui, après être tombés dans l'oubli, sont redécouverts par les chercheurs et les musiciens.
Il se définissait comme un classique convaincu, dont les modèles étaient Bach et Mozart. Il reste le grand maître et représentant de la culture musicale de la fin de la période classico-romantique. Pour rendre hommage à son œuvre, la Société internationale Josef Gabriel Rheinberger fut fondée en 2003.

## Œuvre
Josef Rheinberger laisse un catalogue de 200 partitions. Son œuvre est très diversifiée : 197 numéros d'opus : piano, orgue, musique de chœur sacrée et profane, lieder, musique de chambre, symphonies, ouvertures de concert, musiques de scène et opéras.

### Musique sacrée
- Messes : Cantus Missae en mi bémol majeur, pour deux chœurs a cappella, op. 109, (1878); Messe en fa pour chœur et orgue, op. 159 ;
- Cantate de Noël Der Stern von Bethlehem op. 164 ;
- Stabat Mater en sol mineur avec cordes et orgue, opus 138 ; un autre Stabat ;
- Cinq Hymnes pour baryton, chœur et orgue, opus 140 ;
- Hymne d'après le Psaume 84, avec harpe et orgue, op. 35 ;
- Requiem en ré mineur ; deux autres Requiem ;
- Abendlied, op. 69 no 3 (tiré de l'Evangile de Luc 24:29);

### Musique profane
- Quatre sonates pour piano : do majeur op. 47; ré dièse majeur op.99; mi bémol majeur op. 135; fa dièse mineur op. 184 ;
- Quatre trios avec piano ;
- Quintette à cordes en la mineur op. 82 ;
- Symphonie en fa majeur
- Chœurs ;
- Opéras : 
  - Die sieben Raben (Munich, 23 mai 1869);
  - Türmers Töchterlein ;
- Singspiele ;
- Sonate pour clarinette et piano en mi bémol mineur, op. 105a
- Nonette en la majeur, op. 139
- Piano Concerto in A-flat major, Op. 94

### Orgue
- 20 sonates ;
- 2 concertos pour orgue et orchestre : fa majeur op. 137, et sol mineur op. 177 ;
- Préludes et fugues
- Trios, op. 49 (1868 /70)
- Méditations,
- Suite ;
- andante pastorale pour hautbois et orgue  composé en 1888 d'après le second mouvement de la sonate pour orgue en la mineur op. 98, composée en 1876